# قوس النصر الشمالي في الكشباطية
قوس النصر الشمالي هو معلم أثري تونسي مصنف من قبل المعهد الوطني للتراث يقع في ولاية باجة في الشمال الغربي التونسي، تحديدا في الكشباطية تم تصنيف المعلم في يوم 1 مارس 1915.

## مقالات ذات صلة
- قائمة المعالم الأثرية المصنفة في تونس